# Bahnhof Oberoderwitz
Der Bahnhof Oberoderwitz ist eine Betriebsstelle der Bahnstrecke Oberoderwitz–Wilthen und der heute hier unterbrochenen Bahnstrecke Zittau–Löbau auf dem Gemeindegebiet der Gemeinde Oderwitz in Sachsen. Er entstand mit der Bahnstrecke Zittau–Löbau, mit der Fertigstellung der Bahnstrecke Oberoderwitz–Wilthen bekam er die charakteristische Form eines Inselbahnhofes. Mit der Stilllegung von einem Teil der Strecke zwischen Oberoderwitz und Löbau, der Einstellung des Güterverkehrs auf der Relation Bischofswerda–Zittau und des Wegfalls der Kreuzungsmöglichkeit wurde der Bahnhof zum Haltepunkt herabgestuft.

## Geschichte

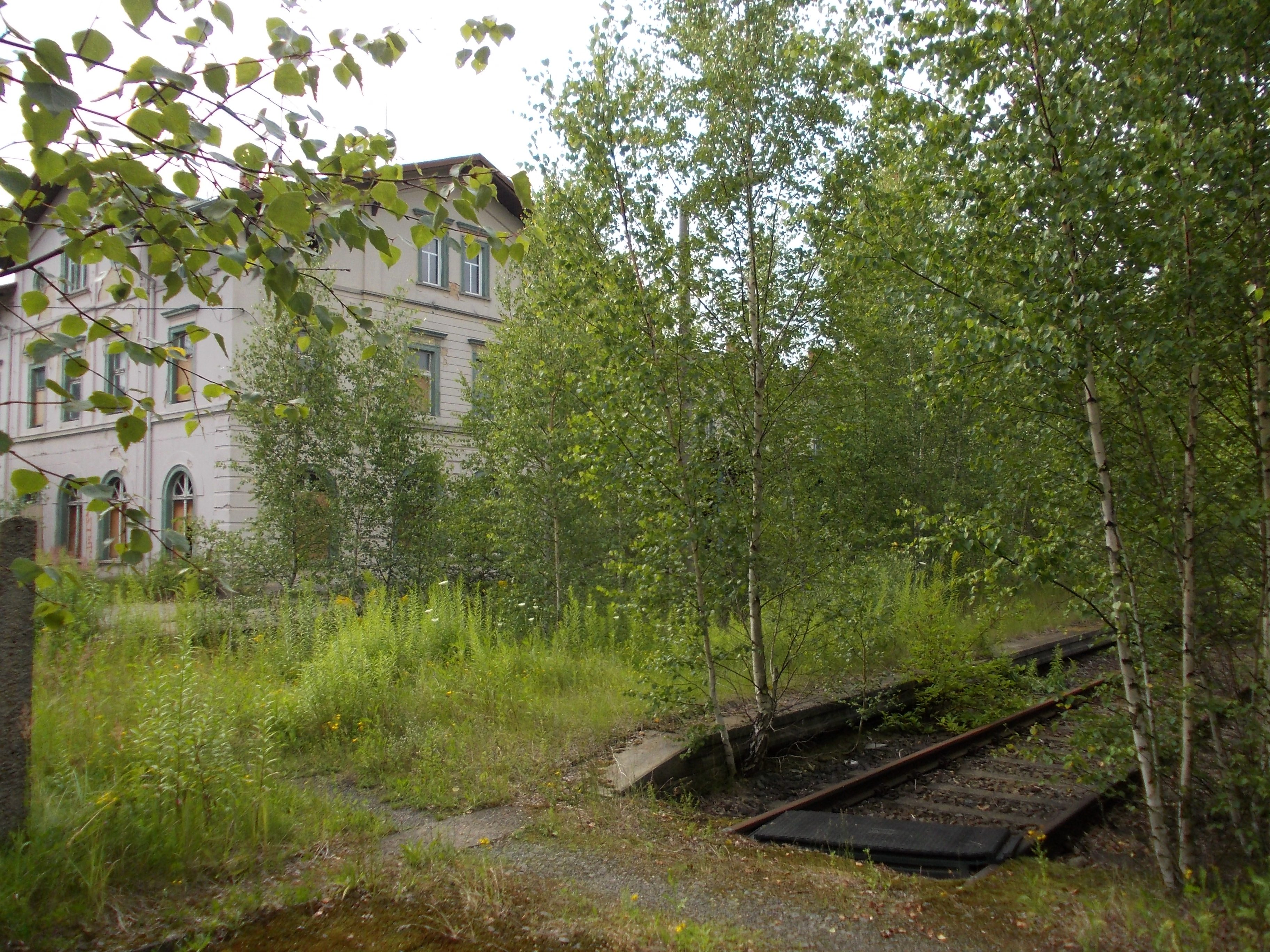
Ursprüngliche Löbauer Seite des Bahnhofes Oberoderwitz, Zustand 2012

Der Bahnhof Oberoderwitz wurde am 10. Juni 1848 mit der Eröffnung der Bahnstrecke Zittau–Löbau eröffnet. Die Bahnanlagen waren anfangs noch recht bescheiden, da die Hauptlinie von Zittau nach Dresden ursprünglich über Großschönau geleitet wurde. Erst 1879 wurde die Bahnlinie von Oberoderwitz nach Eibau gebaut, und danach erhielt der Bahnhof seine bis heute charakteristische Form als Inselbahnhof. Während der Längsbau des Empfangsgebäudes in östlicher und westlicher Richtung von 1863 stammt, entstand 1879 der in nördlicher Richtung liegende Querbau mit dem Vorplatz. Bis zur Jahrhundertwende um 1900 waren die Gleisanlagen komplett angelegt und bestanden aus drei Durchgangsgleisen auf der westlichen Seite (Bahnstrecke Oberoderwitz–Wilthen) und fünf Durchgangsgleisen und einem Stumpfgleis auf der östlichen Seite (Bahnstrecke Zittau–Löbau). Mit allen Nebengleisen hatte der Bahnhof 17 Gleise, 28 Weichen, wobei hier zwei Kreuzungsweichen dabei waren und drei Kreuzungen. Auf dem Gleisplan ist Gleis 12 nicht aufgeführt. Auf der östlichen Bahnhofsseite waren die Gütergleise angelegt. Zur Überleitung von Zügen in Richtung Eibau diente das Gleis 10 über die Straße zum Bahnhofsvorplatz. Innerhalb des Bahnhofes gab es drei Straßenunterführungen (eine bei der Bahnhofsausfahrt nach Löbau, eine bei der Ausfahrt nach Eibau und eine bei der nach Zittau). Zum Bahnhofsvorplatz führt auch heute noch eine kurze Verbindungsstraße.
Südlich vom Bahnhof wurde ein Wirtschaftsgebäude und der zweigleisige Lokschuppen mit Kohlebansen, Wasserkran und Revisionsgrube errichtet. Vor dem Lokschuppen lag eine Drehscheibe von 11,63 Meter Durchmesser. Diese hatte als Abgangsgleise außer den beiden Lokschuppengleisen zwei weitere Außengleise. Außerdem war neben den Kohlegleisen noch die Wasserstation des Bahnhofes aufgestellt. Drei Stellwerke beherrschten die umfangreichen Gleisanlagen; eines am Empfangsgebäude auf der östlichen Seite, eines an der nördlichen Bahnhofsausfahrt Richtung Löbau und eines an der Bahnhofsausfahrt Richtung Zittau. An der östlichsten Seite des Bahnhofes lag der Ortsgüterumschlagplatz mit Ladestraße, Güterschuppen, Lademaß, Privatschuppen, Gleiswaage sowie Seiten- und Kopfladerampe. Außerdem war eine Bahnmeisterei ansässig und zwei Anschlussgleise hatten ihren Ausgangspunkt im Bahnhof.
1934 erhielt der Bahnhof für die umfangreichen Rangierarbeiten von Güterwagen eine Kleinlokomotive Kö, die in dem Lokschuppen mit untergebracht wurde. Nach 1945 mussten einige Gleisanlagen in Folge der Reparation abgebaut werden. Im Bahnhof betraf dies konkret auf der Westseite Gleis 3 und auf der Ostseite Gleis 12. Außerdem wurde das Gleis 4 gekürzt, und an Stelle des zweiten Lokschuppengleises führte es nur noch zu dem davor aufgebauten Kleinlokschuppen. Kleinloks waren im Bahnhof Oberoderwitz bis nach 1989 stationiert, zuletzt war es eine Lok der Baureihe 101. 1982 wurden die Gleise 15 und 16 an der Ladestraße entfernt. 1993 wurden auf dem Bahnhof noch acht durchgehende und sechs Stumpfgleise sowie 19 einfache Weichen gezählt. Durch die Streckenstilllegung der Verbindung von Oberoderwitz nach Löbau wurden noch das verbliebene Gleis 14, Gleis 10, die Drehscheibe und sämtliche Nebengleise des Bahnhofes entfernt. Auf der östlichen Seite lagen 2015 noch die nicht mehr befahrbaren Gleise 11 und 13, auf der westlichen Seite ist das Gleis 2 ebenfalls noch vorhanden, jedoch nicht mehr befahrbar. Im Jahr 2021 war das Gleis 2 nur noch in Fragmenten vorhanden, im überwucherten östlichen Bahnhofsteil gibt es Gleisreste. Bis 2012 wurde das Stellwerk W1 noch zur Bedienung des zweigleisigen Abschnittes des Streckenabschnittes nach Zittau und der Straßenüberführung betrieben, jetzt wird der gesamte Haltepunkt durch das ESTW gesteuert. Das Stellwerk W1 wurde nach der ESTW-Inbetriebnahme abgerissen. Viele Hochbauten sind aber noch vorhanden und in einem noch guten Zustand, besonders das Empfangsgebäude und das Stellwerk W3. 2013 wechselte das Bahnhofsgebäude den Besitzer. Im gegenwärtigen Zustand wird der Bahnhof mit nur noch einem Gleis als Haltepunkt genutzt.
Im Bahnhofsbereich ist die Strecke eingleisig, südlich davon Richtung Zittau wird sie zweigleisig.
Auf dem Bahnhofsvorplatz befinden sich heute Parkplätze sowie eine Bushaltestelle mit Wendemöglichkeit, die von einer Regionalbuslinie der KVG Dreiländereck bedient wird.

## Bahnsteige

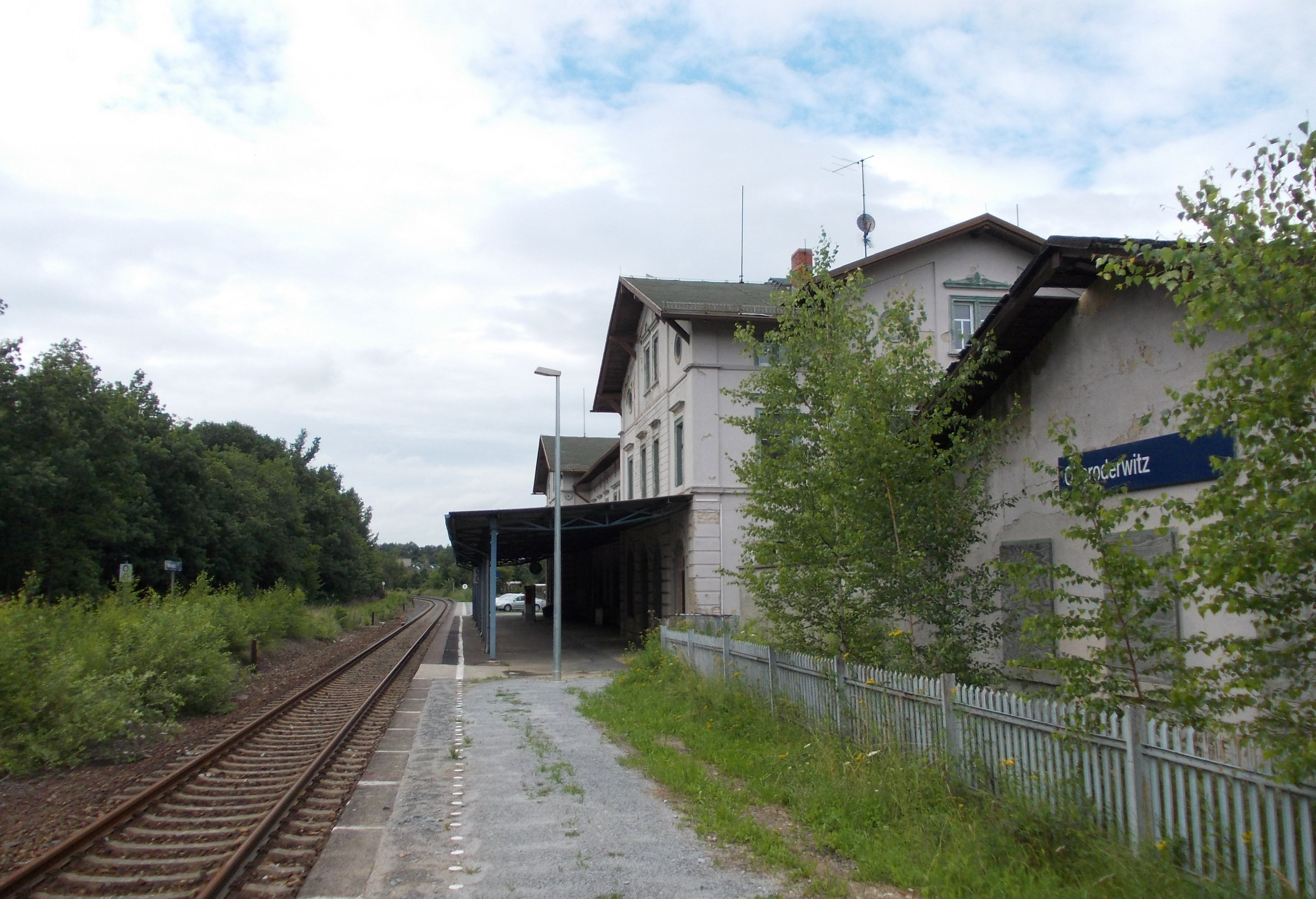
Bahnhof Oberoderwitz auf der Wilthener Seite

Ursprünglich hatte der Bahnhof drei Bahnsteige, zwei auf der westlichen Seite mit dem Hausbahnsteig der Eibauer Linie und dem Zwischenbahnsteig zwischen den Gleisen 1 und 2, und den Hausbahnsteig auf der östlichen Seite für die Bahnstrecke Zittau–Löbau. Heute wird nur noch der Hausbahnsteig auf der westlichen Seite genutzt.

## Verkehr

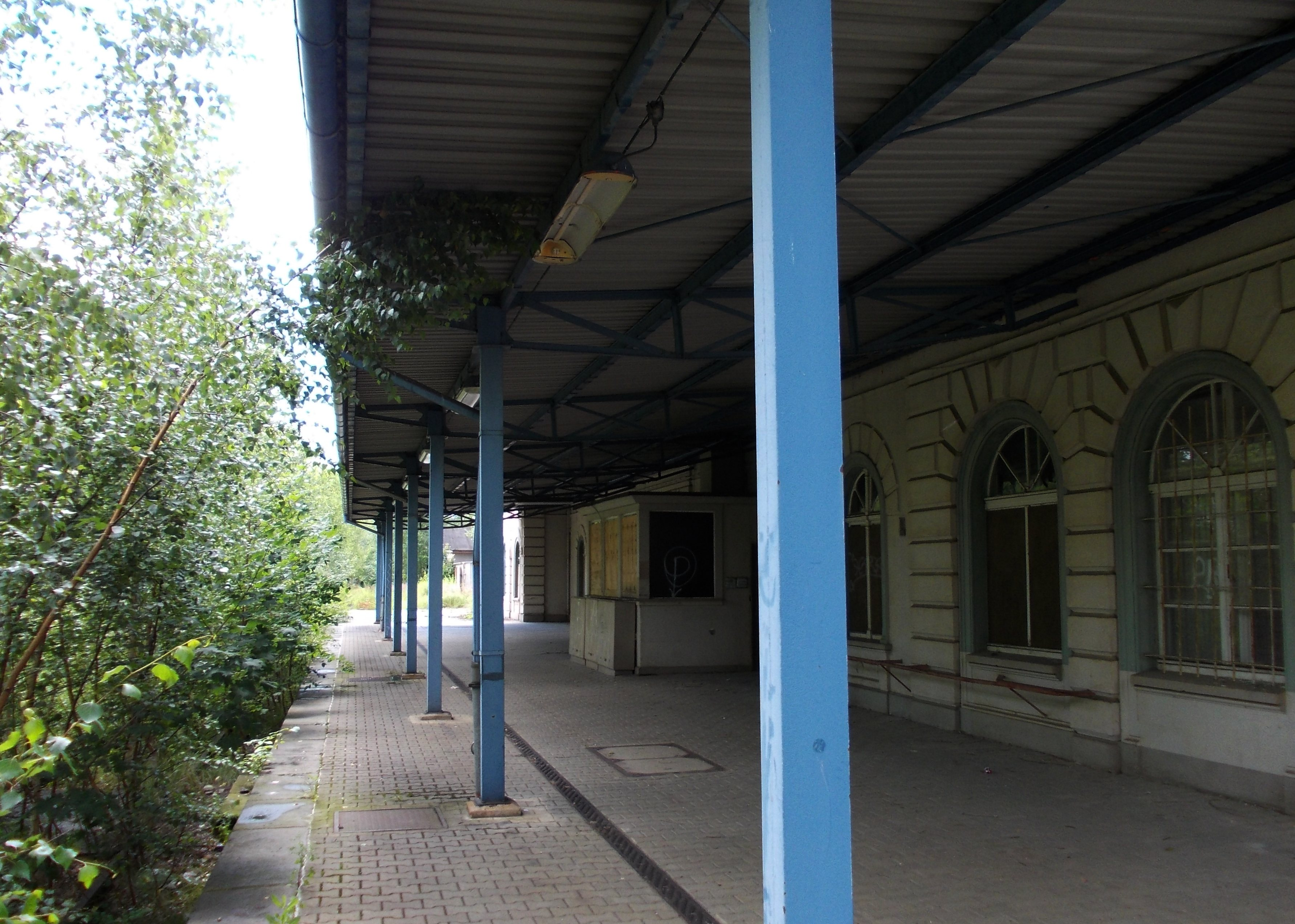
Bahnhof Oberoderwitz auf der Löbauer Seite, Zustand 2015

1880 verkehrten auf der Bahnstrecke Zittau–Löbau täglich vier Personenzugpaare durch den Bahnhof. Außerdem verkehrten zur selben Zeit auf der Bahnstrecke Oberoderwitz–Wilthen ebenfalls vier Zugpaare. 1887 waren es bereits sechs Zugpaare auf beiden Relationen. Zum Ersten Weltkrieg und der Zeit bis 1919 verkehrten nur noch drei Zugpaare auf beiden Verbindungen. Danach verdichtete sich das Zugangebot wieder, 1927 wurden sieben Zugpaare auf der Bahnstrecke Zittau–Löbau und vier auf der Bahnstrecke Oberoderwitz–Wilthen erreicht. Mitte der 1930er Jahre fuhren auf der Bahnlinie Oberoderwitz–Wilthen sechs Personenzugpaare sowie ein Eilzug.
1938 fuhren auf der Bahnstrecke Zittau–Löbau neun Personenzüge, wobei ein Eilzug mitgeführt wurde. Während des Zweiten Weltkrieges waren es nur noch vier Züge auf der Bahnstrecke Zittau–Löbau. Nach 1946 verkehrten auf der Bahnlinie Oberoderwitz–Wilthen drei Personenzug- und zwei Eilzugpaare. Zum Jahr 1950 waren es auf der Bahnstrecke Zittau–Löbau drei Zugpaare, während auf der Bahnlinie Oberoderwitz–Wilthen zwei Personen- und ein Schnellzug fuhren.
1955 waren es auf der Bahnstrecke Zittau–Löbau vier Zugpaare. Außerdem verkehrten um die Zeit zwei Eilzüge über die Relation. Zur selben Zeit verkehrten auf der Bahnlinie Oberoderwitz–Wilthen sechs Reisezüge. 1960 fuhren nach Kursbuch auf der Bahnstrecke Zittau–Löbau sechs Personenzüge, außerdem verkehrten drei Eilzüge und sogar der Schnellzug Erfurt–Zittau hier. Auf der Bahnlinie Oberoderwitz–Wilthen waren es zu der Zeit acht Personenzüge. Die Eilzüge hielten bis 1968 in Oberoderwitz, danach entfiel der Halt. 1965 umfasste das Verkehrsangebot auf der Bahnlinie Oberoderwitz–Wilthen täglich elf Personenzüge. 1968 betrug die Verkehrsauslastung des Bahnhofes auf der Löbauer Seite neun Personenzüge und drei Eilzüge. Über zwei Jahrzehnte konnte dieser Verkehr als konstant bezeichnet werden. Auf der Wilthener Seite betrug 1978 die Verkehrsbelastung acht Personenzüge und fünf Eilzüge.
Von 1992 bis 1998 verkehrten auf der Löbauer Seite noch zehn Regionalbahnen täglich. Die Auslastung der Züge sank, da die Personenzüge von Görlitz nach Zittau wieder auf der direkten Strecke über Hagenwerder verkehren konnten. Durch die zu geringe Auslastung der Züge zwischen Löbau und Zittau kam es zur Abbestellung des Zugangebotes. Seit dem 24. Mai 1998 gibt es keinen Personenverkehr mehr auf der Löbauer Bahnhofsseite, der Güterverkehr endete zum 2. Januar 2002 durch MORA C. Seit der Zeit wird der Bahnhof Oberoderwitz auf der Löbauer Seite nicht mehr angefahren.
Eine bessere Entwicklung nahmen der Personenverkehr auf den Linien Dresden–Zittau auf der anderen Bahnhofsseite. Diese Strecke wird im Wechsel von Regionalbahnen und Regional-Express-Zügen seit 1989 ungefähr im Stundentakt befahren. Seit dieser Zeit halten die schnelleren Regional-Express-Züge wieder im Bahnhof. Seit Dezember 2014 fährt die Vogtlandbahn (heute „Die Länderbahn“) unter dem Markennamen „Trilex“ den Personenverkehr auf der Strecke und löste ihren Vorgänger DB Regio Südost ab.
War der Güterverkehr auf der Wilthener Bahnhofsseite bis 1989 durch die Güterzüge zwischen Bischofswerda und Zittau noch recht umfangreich, so wird der Bahnhof heute durch keine Güterzüge mehr bedient.